# Élections présidentielles sous la Cinquième République dans le Loiret
Depuis l'adoption de la Constitution de la Cinquième République française en 1958, dix élections présidentielles ont eu lieu afin d'élire le président de la République. Cette page présente les résultats de ces élections présidentielles dans le Loiret.

## Synthèse des résultats du second tour
Conservateur, le Loiret vote traditionnellement plus à droite que la France. C'est en particulier le cas en 1981 et 2012 où le département a placé en tête respectivement Valéry Giscard d'Estaing et Nicolas Sarkozy alors qu'au niveau national ont été élus François Mitterrand et François Hollande. En 2017, Emmanuel Macron arrive en tête, mais avec trois points de moins qu'au niveau national.
| année | Répartition des exprimés | Répartition des exprimés | Participation (% des inscrits) | Blancs ou nuls (% des votants) |

| 2017 | Emmanuel Macron (63,16 %) (France : 66,10 %) | Marine Le Pen (36,84 %) (France : 33,90 %) | 80,56 % (France : 77,77 %) | 2,48 % (France : 2,47 %) |

| 2012 | François Hollande (45,97 %) (France : 51,64 %) | Nicolas Sarkozy (54,03 %) (France : 48,36 %) | 81,89 % (France : 80,35 %) | 1,84 % (France : 5,82 %) |

| 2007 | Nicolas Sarkozy (58,55 %) (France : 53,06 %) | Ségolène Royal (41,45 %) (France : 46,94 %) | 84,49 % (France : 83,97 %) | 1,36 % (France : 4,20 %) |

| 2002 | Jacques Chirac (81,25 %) (France : 82,21 %) | J.-M. Le Pen (18,75 %) (France : 17,79 %) | 74,93 % (France : 79,71 % %) | 3,23 % (France : 3,38 %) |

| 1995 | Jacques Chirac (56,1 %) (France : 52,64 %) | Lionel Jospin (43,9 %) (France : 47,36 %) | 81,08 % (France : 78,38 %) | 2,99 % (France : 2,81 %) |

| 1988 | François Mitterrand (51,06 %) (France : 54,02 %) | Jacques Chirac (48,94 %) (France : 45,98 % %) | 83,74 % (France : 81,35 %) | 2,3 % (France : 2,00 %) |

| 1981 | François Mitterrand (47,82 %) (France : 51,76 %) | Valéry Giscard d'Estaing (52,18 %) (France : 48,24 %) | 83,42 % (France : 81,09 % %) | 2,03 % (France : 1,62 %) |

| 1974 | Valéry Giscard d'Estaing (55,33 %) (France : 50,81 %) | François Mitterrand (44,67 %) (France : 49,19 %) | 86,99 % (France : 84,23 %) | 1,04 % (France : 0,92 %) |

| 1969 | Georges Pompidou (58,02 %) (France : 58,21 %) | Alain Poher (41,98 %) (France : 41,79 %) | 79,84 % (France : 77,59 %) | 1,45 % (France : 1,29 %) |

| 1965 | Charles de Gaulle (58,17 %) (France : 55,20 %) | François Mitterrand (41,83 %) (France : 44,80 %) | 86,22 % (France : 84,75 %) | 1,29 % (France : 1,01 %) |

|  | ▲ |

## Résultats détaillés par scrutin

### 2017
Le premier tour de l'élection présidentielle de 2017 voit s'affronter onze candidats. Emmanuel Macron arrive en tête devant Marine Le Pen et tous deux se qualifient pour le second tour. Néanmoins, avec François Fillon et Jean-Luc Mélenchon, les scores des quatre candidats ayant recueilli le plus de voix sont serrés (4,43 points entre le 1er et le 4e). Pour la première fois, aucun des candidats des deux partis politiques pourvoyeurs jusque-là des présidents de la Ve République, n'est présent au second tour. Celui-ci se tient le dimanche 7 mai et se solde par la victoire d'Emmanuel Macron, avec un total de 20 753 798 bulletins de vote en sa faveur, soit 66,10 % des suffrages exprimés, face à la candidate du Front national, qui recueille 33,90 %. Le scrutin est néanmoins marqué par une forte abstention et par un record de votes blancs ou nuls.
Dans le Loiret, Marine Le Pen arrive en tête du premier tour avec 23,53 % des exprimés, suivie de Emmanuel Macron avec 23,48 %, François Fillon avec 21,28 %, Jean-Luc Mélenchon avec 16,35 % et Nicolas Dupont-Aignan avec 5,94 %. Au second tour, les électeurs, contrairement à 2012, ont voté pour le même candidat que la France, Emmanuel Macron, dans de moindres proportions (63,16 % contre 66,16 % au niveau national), contre 36,84 % pour Marine Le Pen avec un taux de participation de 22,9 % des inscrits.
Toutes les circonscriptions ont voté pour le candidat d'En Marche : 74,6 % dans la 1re, 68,34 % dans la 6e, 67,05 % dans la 2e, et, dans les circonscriptions plus rurales, 57,70 % dans la 3e, 56,34 % dans la 5e et un petit 53,74 % dans la 4e. Les principales villes qui ont porté Emmanuel Macron en tête du deuxième tour sont Saint-Jean-de-Braye (72,53 %), Saint-Jean-de-la-Ruelle (70,15 %), Fleury-les-Aubrais (70,62 %), Montargis (66,39 %) et Saran (66,17 %).
Avec 113 735 voix, Marine Le Pen double presque les voix de son père en 15 ans (59 448 en 2002) et atteint 36,84 % (18,75 % en 2002 et 31,20 % aux dernières régionales). Mais elle ne brise pas le plafond de verre. Les meilleurs scores sont obtenus dans les petites communes rurales, avec un pic à 67,82 % à Bucy-le-Roi et aussi 52,2 % à Courtenay, 51 % à Dordives, 50,5 % à Patay. Gien frôle les 40 %, et Châlette-sur-Loing, qui avait placé Jean-Luc Mélenchon en tête au premier tour, atteint 37,7 %. À Pithiviers, c’est 37,10 %.
|             | FN          | Marine Le Pen         | 83 662  | 23,53 %    | 113 735 | 36,84 %    |  |  |
|             | EM          | Emmanuel Macron       | 83 506  | 23,48 %    | 195 004 | 63,16 %    |  |  |
|             | LR          | François Fillon       | 75 655  | 21,28 %    |         |            |  |  |
|             | LFi         | Jean-Luc Mélenchon    | 58 134  | 16,35 %    |         |            |  |  |
|             | DlF         | Nicolas Dupont-Aignan | 21 128  | 5,94 %     |         |            |  |  |
|             | PS          | Benoît Hamon          | 20 438  | 5,75 %     |         |            |  |  |
|             | NPA         | Philippe Poutou       | 3 655   | 1,03 %     |         |            |  |  |
|             | RES         | Jean Lassalle         | 3 203   | 0,9 %      |         |            |  |  |
|             | UPR         | François Asselineau   | 3 109   | 0,87 %     |         |            |  |  |
|             | LO          | Nathalie Arthaud      | 2 380   | 0,67 %     |         |            |  |  |
|             | SeP         | Jacques Cheminade     | 702     | 0,2 %      |         |            |  |  |
|             |             |                       |         |            |         |            |  |  |
|             |             |                       | Nombre  | % inscrits | Nombre  | % inscrits |  |  |
| Inscrits    | Inscrits    | Inscrits              | 452 607 |            | 452 621 |            |  |  |
| Abstentions | Abstentions | Abstentions           | 87 974  | 19,44 %    | 103 643 | 22,9 %     |  |  |
| Votants     | Votants     | Votants               | 364 633 | 80,56 %    | 348 978 | 77,1 %     |  |  |
|             |             |                       |         |            |         |            |  |  |
|             |             |                       |         | % votants  |         | % votants  |  |  |
| Blancs      | Blancs      | Blancs                | 6 397   | 1,75 %     | 30 731  | 8,81 %     |  |  |
| Nuls        | Nuls        | Nuls                  | 2 664   | 0,73 %     | 9 508   | 2,72 %     |  |  |
| Exprimés    | Exprimés    | Exprimés              | 355 572 | 97,52 %    | 308 739 | 88,47 %    |  |  |

### 2012
Hollande, désigné par le PS à la suite d'une primaire ouverte, devance Sarkozy dès le premier tour de l'élection présidentielle de 2012 : c'est la première fois qu'un président sortant est ainsi devancé. Au second tour, Sarkozy est battu mais par un écart plus faible qu'attendu.
Dans le Loiret, Marine Le Pen arrive en tête du premier tour avec 29,31 % des exprimés, suivie de Nicolas Sarkozy avec 25,45 %, Jean-Luc Mélenchon avec 20,58 %, Philippe Poutou avec 9,53 % et Nathalie Arthaud avec 9,31 %. Au second tour, les électeurs ont voté à 45,97 % pour François Hollande contre 54,03 % pour Nicolas Sarkozy avec un taux de participation de 81,97 % des inscrits.
|                | UMP            | Nicolas Sarkozy       | 104 350 | 29,31 %    | 183 671 | 54,03 %    |  |  |
|                | PS             | François Hollande     | 90 617  | 25,45 %    | 156 289 | 45,97 %    |  |  |
|                | FN             | Marine Le Pen         | 73 264  | 20,58 %    |         |            |  |  |
|                | FG             | Jean-Luc Mélenchon    | 33 923  | 9,53 %     |         |            |  |  |
|                | MoDem          | François Bayrou       | 33 133  | 9,31 %     |         |            |  |  |
|                | DLF            | Nicolas Dupont-Aignan | 7 512   | 2,11 %     |         |            |  |  |
|                | EELV           | Eva Joly              | 6 744   | 1,89 %     |         |            |  |  |
|                | NPA            | Philippe Poutou       | 3 610   | 1,01 %     |         |            |  |  |
|                | LO             | Nathalie Arthaud      | 2 007   | 0,56 %     |         |            |  |  |
|                | S&P            | Jacques Cheminade     | 885     | 0,25 %     |         |            |  |  |
|                |                |                       |         |            |         |            |  |  |
|                |                |                       | Nombre  | % inscrits | Nombre  | % inscrits |  |  |
| Inscrits       | Inscrits       | Inscrits              | 442 928 |            | 442 970 |            |  |  |
| Abstentions    | Abstentions    | Abstentions           | 80 197  | 18,11 %    | 79 862  | 18,03 %    |  |  |
| Votants        | Votants        | Votants               | 362 731 | 81,89 %    | 363 108 | 81,97 %    |  |  |
|                |                |                       |         |            |         |            |  |  |
|                |                |                       |         | % votants  |         | % votants  |  |  |
| Blancs ou nuls | Blancs ou nuls | Blancs ou nuls        | 6 686   | 1,84 %     | 23 148  | 6,37 %     |  |  |
| Exprimés       | Exprimés       | Exprimés              | 356 045 | 98,16 %    | 339 960 | 98,16 %    |  |  |

### 2007
Au premier tour de l'élection présidentielle de 2007, Sarkozy réussit à capter une partie des voix de Le Pen et arrive largement en tête. Royal est la première femme qualifiée pour le second tour d'une élection présidentielle. Elle est battue avec une avance de 6 points.
Dans le Loiret, Nicolas Sarkozy arrive en tête du premier tour avec 33,66 % des exprimés, suivi de Ségolène Royal avec 22,49 %, François Bayrou avec 18,15 %, Jean-Marie Le Pen avec 11,84 % et Olivier Besancenot avec 3,64 %. Au second tour, les électeurs ont voté à 58,55 % pour Nicolas Sarkozy contre 41,45 % pour Ségolène Royal avec un taux de participation de 85,35 % des inscrits.
|                | UMP            | Nicolas Sarkozy      | 122 197 | 33,66 %    | 207 861 | 58,55 %    |  |  |
|                | PS             | Ségolène Royal       | 81 664  | 22,49 %    | 147 160 | 41,45 %    |  |  |
|                | UDF            | François Bayrou      | 65 901  | 18,15 %    |         |            |  |  |
|                | FN             | Jean-Marie Le Pen    | 42 976  | 11,84 %    |         |            |  |  |
|                | LCR            | Olivier Besancenot   | 13 214  | 3,64 %     |         |            |  |  |
|                | MPF            | Philippe de Villiers | 10 736  | 2,96 %     |         |            |  |  |
|                | GPA            | Marie-George Buffet  | 6 438   | 1,77 %     |         |            |  |  |
|                | Les Verts      | Dominique Voynet     | 5 858   | 1,61 %     |         |            |  |  |
|                | LO             | Arlette Laguiller    | 4 747   | 1,31 %     |         |            |  |  |
|                | CPNT           | Frédéric Nihous      | 4 444   | 1,22 %     |         |            |  |  |
|                | SE             | José Bové            | 3 770   | 1,04 %     |         |            |  |  |
|                | CNRSP          | Gérard Schivardi     | 1 130   | 0,31 %     |         |            |  |  |
|                |                |                      |         |            |         |            |  |  |
|                |                |                      | Nombre  | % inscrits | Nombre  | % inscrits |  |  |
| Inscrits       | Inscrits       | Inscrits             | 435 658 |            | 435 575 |            |  |  |
| Abstentions    | Abstentions    | Abstentions          | 67 589  | 15,51 %    | 63 799  | 14,65 %    |  |  |
| Votants        | Votants        | Votants              | 368 069 | 84,49 %    | 371 776 | 85,35 %    |  |  |
|                |                |                      |         |            |         |            |  |  |
|                |                |                      |         | % votants  |         | % votants  |  |  |
| Blancs ou nuls | Blancs ou nuls | Blancs ou nuls       | 4 994   | 1,36 %     | 16 755  | 4,51 %     |  |  |
| Exprimés       | Exprimés       | Exprimés             | 363 075 | 98,64 %    | 355 021 | 95,49 %    |  |  |

### 2002
Après cinq années de cohabitation, un duel est attendu entre Chirac et le Premier ministre Jospin lors de l'élection présidentielle de 2002, mais, à la surprise générale, ce dernier est devancé par Le Pen au premier tour. Au second tour, Chirac bénéficie du ralliement de la gauche et reçoit un score sans précédent. Il s'agit de la première élection pour un mandat de cinq ans et non plus sept.
Dans le Loiret, Jacques Chirac arrive en tête du premier tour avec 19,73 % des exprimés, suivi de Jean-Marie Le Pen avec 19,38 %, Lionel Jospin avec 14,1 %, François Bayrou avec 7,14 % et Jean-Pierre Chevènement avec 5,34 %. Au second tour, les électeurs ont voté à 81,25 % pour Jacques Chirac contre 18,75 % pour Jean-Marie Le Pen avec un taux de participation de 81,56 % des inscrits.
|                | RPR            | Jacques Chirac          | 58 575  | 19,73 %    | 257 597 | 81,25 %    |  |  |
|                | FN             | Jean-Marie Le Pen       | 57 523  | 19,38 %    | 59 448  | 18,75 %    |  |  |
|                | PS             | Lionel Jospin           | 41 857  | 14,1 %     |         |            |  |  |
|                | UDF            | François Bayrou         | 21 184  | 7,14 %     |         |            |  |  |
|                | MC             | Jean-Pierre Chevènement | 15 858  | 5,34 %     |         |            |  |  |
|                | LO             | Arlette Laguiller       | 15 286  | 5,15 %     |         |            |  |  |
|                | CPNT           | Jean Saint-Josse        | 14 546  | 4,9 %      |         |            |  |  |
|                | Les Verts      | Noël Mamère             | 13 876  | 4,67 %     |         |            |  |  |
|                | DL             | Alain Madelin           | 12 342  | 4,16 %     |         |            |  |  |
|                | LCR            | Olivier Besancenot      | 10 780  | 3,63 %     |         |            |  |  |
|                | MNR            | Bruno Mégret            | 8 973   | 3,02 %     |         |            |  |  |
|                | PC             | Robert Hue              | 8 963   | 3,02 %     |         |            |  |  |
|                | Cap21          | Corinne Lepage          | 6 164   | 2,08 %     |         |            |  |  |
|                | PRG            | Christiane Taubira      | 6 017   | 2,03 %     |         |            |  |  |
|                | FRS            | Christine Boutin        | 3 542   | 1,19 %     |         |            |  |  |
|                | PT             | Daniel Gluckstein       | 1 330   | 0,45 %     |         |            |  |  |
|                |                |                         |         |            |         |            |  |  |
|                |                |                         | Nombre  | % inscrits | Nombre  | % inscrits |  |  |
| Inscrits       | Inscrits       | Inscrits                | 409 310 |            | 409 224 |            |  |  |
| Abstentions    | Abstentions    | Abstentions             | 102 601 | 25,07 %    | 75 463  | 18,44 %    |  |  |
| Votants        | Votants        | Votants                 | 306 709 | 74,93 %    | 333 761 | 81,56 %    |  |  |
|                |                |                         |         |            |         |            |  |  |
|                |                |                         |         | % votants  |         | % votants  |  |  |
| Blancs ou nuls | Blancs ou nuls | Blancs ou nuls          | 9 893   | 3,23 %     | 16 716  | 5,01 %     |  |  |
| Exprimés       | Exprimés       | Exprimés                | 296 816 | 96,77 %    | 317 045 | 94,99 %    |  |  |

### 1995
Après une nouvelle cohabitation et alors que la droite est particulièrement divisée entre Chirac et le Premier ministre Balladur, Jospin réussit à arriver en tête au premier tour de l'élection présidentielle de 1995, malgré la très lourde défaite de la gauche aux législatives de 1993. Au second tour, il est battu par Chirac.
Dans le Loiret, Lionel Jospin arrive en tête du premier tour avec 20,97 % des exprimés, suivi de Jacques Chirac avec 20,47 %, Édouard Balladur avec 20,11 %, Jean-Marie Le Pen avec 15,83 % et Robert Hue avec 8,08 %. Au second tour, les électeurs ont voté à 56,1 % pour Jacques Chirac contre 43,9 % pour Lionel Jospin avec un taux de participation de 81,35 % des inscrits.
|                | PS             | Lionel Jospin        | 65 197  | 20,97 %    | 131 798 | 43,9 %     |  |  |
|                | RPR            | Jacques Chirac       | 63 637  | 20,47 %    | 168 406 | 56,1 %     |  |  |
|                | RPR            | Édouard Balladur     | 62 526  | 20,11 %    |         |            |  |  |
|                | FN             | Jean-Marie Le Pen    | 49 198  | 15,83 %    |         |            |  |  |
|                | PC             | Robert Hue           | 25 107  | 8,08 %     |         |            |  |  |
|                | MPF            | Philippe de Villiers | 18 192  | 5,85 %     |         |            |  |  |
|                | LO             | Arlette Laguiller    | 15 641  | 5,03 %     |         |            |  |  |
|                | Les Verts      | Dominique Voynet     | 10 428  | 3,35 %     |         |            |  |  |
|                | S&P            | Jacques Cheminade    | 918     | 0,3 %      |         |            |  |  |
|                |                |                      |         |            |         |            |  |  |
|                |                |                      | Nombre  | % inscrits | Nombre  | % inscrits |  |  |
| Inscrits       | Inscrits       | Inscrits             | 395 218 |            | 394 869 |            |  |  |
| Abstentions    | Abstentions    | Abstentions          | 74 792  | 18,92 %    | 73 643  | 18,65 %    |  |  |
| Votants        | Votants        | Votants              | 320 426 | 81,08 %    | 321 226 | 81,35 %    |  |  |
|                |                |                      |         |            |         |            |  |  |
|                |                |                      |         | % votants  |         | % votants  |  |  |
| Blancs ou nuls | Blancs ou nuls | Blancs ou nuls       | 9 582   | 2,99 %     | 21 022  | 6,54 %     |  |  |
| Exprimés       | Exprimés       | Exprimés             | 310 844 | 97,01 %    | 300 204 | 93,46 %    |  |  |

### 1988
Après deux ans de cohabitation, Mitterrand affronte le Premier ministre Chirac lors de l'élection présidentielle de 1988. Le Pen obtient au premier tour un score jusque-là sans précédent pour un parti d'extrême droite. Au second tour, Mitterrand est facilement réélu.
Dans le Loiret, François Mitterrand arrive en tête du premier tour avec 31,83 % des exprimés, suivi de Jacques Chirac avec 21,02 %, Raymond Barre avec 18,28 %, Jean-Marie Le Pen avec 14,92 % et André Lajoinie avec 5,98 %. Au second tour, les électeurs ont voté à 51,06 % pour François Mitterrand contre 48,94 % pour Jacques Chirac avec un taux de participation de 86,27 % des inscrits.
|                | PS                    | François Mitterrand | 95 010  | 31,83 %    | 154 224 | 51,06 %    |  |  |
|                | RPR                   | Jacques Chirac      | 62 761  | 21,02 %    | 147 811 | 48,94 %    |  |  |
|                | SE                    | Raymond Barre       | 54 581  | 18,28 %    |         |            |  |  |
|                | FN                    | Jean-Marie Le Pen   | 44 554  | 14,92 %    |         |            |  |  |
|                | PC                    | André Lajoinie      | 17 843  | 5,98 %     |         |            |  |  |
|                | Les Verts             | Antoine Waechter    | 11 161  | 3,74 %     |         |            |  |  |
|                | LO                    | Arlette Laguiller   | 6 057   | 2,03 %     |         |            |  |  |
|                | Communiste rénovateur | Pierre Juquin       | 5 318   | 1,78 %     |         |            |  |  |
|                | MPT                   | Pierre Boussel      | 1 253   | 0,42 %     |         |            |  |  |
|                |                       |                     |         |            |         |            |  |  |
|                |                       |                     | Nombre  | % inscrits | Nombre  | % inscrits |  |  |
| Inscrits       | Inscrits              | Inscrits            | 364 925 |            | 364 738 |            |  |  |
| Abstentions    | Abstentions           | Abstentions         | 59 355  | 16,26 %    | 50 073  | 13,73 %    |  |  |
| Votants        | Votants               | Votants             | 305 570 | 83,74 %    | 314 665 | 86,27 %    |  |  |
|                |                       |                     |         |            |         |            |  |  |
|                |                       |                     |         | % votants  |         | % votants  |  |  |
| Blancs ou nuls | Blancs ou nuls        | Blancs ou nuls      | 7 032   | 2,3 %      | 12 630  | 4,01 %     |  |  |
| Exprimés       | Exprimés              | Exprimés            | 298 538 | 97,7 %     | 302 035 | 95,99 %    |  |  |

### 1981
Lors de l'élection présidentielle de 1981, Giscard d'Estaing arrive en tête au premier tour et affronte, comme la fois précédente, Mitterrand. Pour la première fois, un président sortant est battu : Mitterrand devient le premier président de gauche de la Ve République.
Dans le Loiret, Valéry Giscard d'Estaing arrive en tête du premier tour avec 30,64 % des exprimés, suivi de François Mitterrand avec 24,14 %, Jacques Chirac avec 18,27 %, Georges Marchais avec 12,61 % et Brice Lalonde avec 4,3 %. Au second tour, les électeurs ont voté à 55,33 % pour Valéry Giscard d'Estaing contre 47,82 % pour François Mitterrand avec un taux de participation de 88 % des inscrits.
|                | UDF            | Valéry Giscard d'Estaing | 85 290  | 30,64 %    | 151 295 | 52,18 %    |  |  |
|                | PS             | François Mitterrand      | 67 198  | 24,14 %    | 138 650 | 47,82 %    |  |  |
|                | RPR            | Jacques Chirac           | 50 854  | 18,27 %    |         |            |  |  |
|                | PC             | Georges Marchais         | 35 115  | 12,61 %    |         |            |  |  |
|                | MEP            | Brice Lalonde            | 11 977  | 4,3 %      |         |            |  |  |
|                | LO             | Arlette Laguiller        | 7 560   | 2,72 %     |         |            |  |  |
|                | MRG            | Michel Crépeau           | 7 524   | 2,7 %      |         |            |  |  |
|                | Divers droite  | Michel Debré             | 5 640   | 2,03 %     |         |            |  |  |
|                | Divers droite  | Marie-France Garaud      | 4 554   | 1,64 %     |         |            |  |  |
|                | PSU            | Huguette Bouchardeau     | 2 665   | 0,96 %     |         |            |  |  |
|                |                |                          |         |            |         |            |  |  |
|                |                |                          | Nombre  | % inscrits | Nombre  | % inscrits |  |  |
| Inscrits       | Inscrits       | Inscrits                 | 340 622 |            | 340 528 |            |  |  |
| Abstentions    | Abstentions    | Abstentions              | 56 467  | 16,58 %    | 40 854  | 12 %       |  |  |
| Votants        | Votants        | Votants                  | 284 155 | 83,42 %    | 299 674 | 88 %       |  |  |
|                |                |                          |         |            |         |            |  |  |
|                |                |                          |         | % votants  |         | % votants  |  |  |
| Blancs ou nuls | Blancs ou nuls | Blancs ou nuls           | 5 778   | 2,03 %     | 9 729   | 3,25 %     |  |  |
| Exprimés       | Exprimés       | Exprimés                 | 278 377 | 97,97 %    | 289 945 | 96,75 %    |  |  |

### 1974
L'élection présidentielle de 1974 est une élection anticipée à la suite de la mort de Pompidou. Mitterrand, candidat unique de la gauche, est largement en tête au premier tour devant Giscard d'Estaing, qui distance lui-même Chaban-Delmas. Au terme d'une campagne animée, marquée par un débat télévisé tendu, Giscard d'Estaing l'emporte avec une très courte avance.
Dans le Loiret, François Mitterrand arrive en tête du premier tour avec 38,15 % des exprimés, suivi de Valéry Giscard d'Estaing avec 35,93 %, Jacques Chaban-Delmas avec 14,12 %, Jean Royer avec 5,44 % et Arlette Laguiller avec 2,85 %. Au second tour, les électeurs ont voté à 55,33 % pour Valéry Giscard d'Estaing contre 44,67 % pour François Mitterrand avec un taux de participation de 0,8938 % des inscrits.
|                | PS             | François Mitterrand       | 88 590  | 38,15 %    | 106 061 | 44,67 %    |  |  |
|                | RI             | Valéry Giscard d'Estaing' | 83 444  | 35,93 %    | 131 346 | 55,33 %    |  |  |
|                | UDR            | Jacques Chaban-Delmas     | 32 787  | 14,12 %    |         |            |  |  |
|                | SE             | Jean Royer                | 12 622  | 5,44 %     |         |            |  |  |
|                | LO             | Arlette Laguiller         | 6 616   | 2,85 %     |         |            |  |  |
|                | SE, écologiste | René Dumont               | 3 311   | 1,43 %     |         |            |  |  |
|                | FN             | Jean-Marie Le Pen         | 1 718   | 0,74 %     |         |            |  |  |
|                | MDSF           | Émile Muller              | 1 460   | 0,63 %     |         |            |  |  |
|                | FCR            | Alain Krivine             | 816     | 0,35 %     |         |            |  |  |
|                | NAR            | Bertrand Renouvin         | 418     | 0,18 %     |         |            |  |  |
|                | MFE            | Jean-Claude Sebag         | 320     | 0,14 %     |         |            |  |  |
|                |                |                           |         |            |         |            |  |  |
|                |                |                           | Nombre  | % inscrits | Nombre  | % inscrits |  |  |
| Inscrits       | Inscrits       | Inscrits                  | 269 755 |            | 269 639 |            |  |  |
| Abstentions    | Abstentions    | Abstentions               | 35 095  | 13,01 %    | 28 634  | 10,62 %    |  |  |
| Votants        | Votants        | Votants                   | 234 660 | 86,99 %    | 241 005 | 89,38 %    |  |  |
|                |                |                           |         |            |         |            |  |  |
|                |                |                           |         | % votants  |         | % votants  |  |  |
| Blancs ou nuls | Blancs ou nuls | Blancs ou nuls            | 2 436   | 1,04 %     | 3 598   | 1,49 %     |  |  |
| Exprimés       | Exprimés       | Exprimés                  | 232 224 | 98,96 %    | 237 407 | 98,51 %    |  |  |

### 1969
L'élection présidentielle de 1969 est une élection anticipée à la suite de la démission de De Gaulle. La gauche se lance désunie dans la course et, bien que Duclos (PCF) manque de le devancer, c'est le président par intérim Poher qui accède au second tour face à l'ex-Premier ministre Pompidou. Alors que Duclos refuse d'appeler à voter au second tour pour « bonnet blanc ou blanc bonnet », Pompidou est finalement largement élu.
Dans le Loiret, Georges Pompidou arrive en tête du premier tour avec 46,61 % des exprimés, suivi de Alain Poher avec 24,81 %, Jacques Duclos avec 18,04 %, Gaston Defferre avec 4,65 % et Michel Rocard avec 3,48 %. Au second tour, les électeurs ont voté à 58,02 % pour Georges Pompidou contre 41,98 % pour Alain Poher avec un taux de participation de 72,5 % des inscrits.
|                | UDR            | Georges Pompidou | 92 414  | 46,61 %    | 99 415  | 58,02 %    |  |  |
|                | CD             | Alain Poher      | 49 185  | 24,81 %    | 71 930  | 41,98 %    |  |  |
|                | PC             | Jacques Duclos   | 35 764  | 18,04 %    |         |            |  |  |
|                | SFIO           | Gaston Defferre  | 9 223   | 4,65 %     |         |            |  |  |
|                | PSU            | Michel Rocard    | 6 902   | 3,48 %     |         |            |  |  |
|                | SE             | Louis Ducatel    | 2 787   | 1,41 %     |         |            |  |  |
|                | LC             | Alain Krivine    | 2 000   | 1,01 %     |         |            |  |  |
|                |                |                  |         |            |         |            |  |  |
|                |                |                  | Nombre  | % inscrits | Nombre  | % inscrits |  |  |
| Inscrits       | Inscrits       | Inscrits         | 252 010 |            | 251 883 |            |  |  |
| Abstentions    | Abstentions    | Abstentions      | 50 814  | 20,16 %    | 69 260  | 27,5 %     |  |  |
| Votants        | Votants        | Votants          | 201 196 | 79,84 %    | 182 623 | 72,5 %     |  |  |
|                |                |                  |         |            |         |            |  |  |
|                |                |                  |         | % votants  |         | % votants  |  |  |
| Blancs ou nuls | Blancs ou nuls | Blancs ou nuls   | 2 921   | 1,45 %     | 11 278  | 6,18 %     |  |  |
| Exprimés       | Exprimés       | Exprimés         | 198 275 | 98,55 %    | 171 345 | 93,82 %    |  |  |

### 1965
L'élection présidentielle de 1965 est la première élection au suffrage universel direct à la suite du référendum d'octobre 1962. De Gaulle est mis en ballottage, à la surprise générale, par Mitterrand, candidat unique de la gauche. La campagne du second tour est axée sur l'Europe et les relations internationales ainsi que sur l'armement nucléaire. De Gaulle est finalement réélu avec une large avance.
Dans le Loiret, Charles de Gaulle arrive en tête du premier tour avec 46,56 % des exprimés, suivi de François Mitterrand avec 29,17 %, Jean Lecanuet avec 16,1 %, Jean-Louis Tixier-Vignancour avec 4,89 % et Pierre Marcilhacy avec 1,99 %. Au second tour, les électeurs ont voté à 58,17 % pour Charles de Gaulle contre 41,83 % pour François Mitterrand avec un taux de participation de 85,4 % des inscrits.
|                | UNR            | Charles de Gaulle            | 96 321  | 46,56 %    | 117 054 | 58,17 %    |  |  |
|                | CIR            | François Mitterrand          | 60 344  | 29,17 %    | 84 173  | 41,83 %    |  |  |
|                | MRP            | Jean Lecanuet                | 33 300  | 16,1 %     |         |            |  |  |
|                | SE             | Jean-Louis Tixier-Vignancour | 10 109  | 4,89 %     |         |            |  |  |
|                | PLE            | Pierre Marcilhacy            | 4 123   | 1,99 %     |         |            |  |  |
|                | SE             | Marcel Barbu                 | 2 697   | 1,3 %      |         |            |  |  |
|                |                |                              |         |            |         |            |  |  |
|                |                |                              | Nombre  | % inscrits | Nombre  | % inscrits |  |  |
| Inscrits       | Inscrits       | Inscrits                     | 243 096 |            | 242 971 |            |  |  |
| Abstentions    | Abstentions    | Abstentions                  | 33 508  | 13,78 %    | 35 478  | 14,6 %     |  |  |
| Votants        | Votants        | Votants                      | 209 588 | 86,22 %    | 207 493 | 85,4 %     |  |  |
|                |                |                              |         |            |         |            |  |  |
|                |                |                              |         | % votants  |         | % votants  |  |  |
| Blancs ou nuls | Blancs ou nuls | Blancs ou nuls               | 2 694   | 1,29 %     | 6 266   | 3,02 %     |  |  |
| Exprimés       | Exprimés       | Exprimés                     | 206 894 | 98,71 %    | 201 227 | 96,98 %    |  |  |